# 지리학
지리학(地理學, 영어: geography)은 지표 상에서 일어나는 자연 및 인문 현상을 지역적 관점에서 연구하는 과학의 한 분야이다.
공간 및 자연과 경제, 사회와의 관계를 대상으로 하는 학문 분야로, 공간이나 자연 환경이라고 하는 물리적 존재를 대상 안에 포함하는 점에서 사회과학과 자연과학의 양면의 성격이 있다. 원래는 농경이나 전쟁, 통치를 위해 각지의 정보를 조사해 정리하기 위한 연구 영역으로서 성립했다. 그러나 현재는 자연과학 내지 사회과학의 한 분야로서 지역마다 다른 공간적 이질성을 설명하는 데 필요하게 되었다.
지리학의 관심 대상은 불규칙한 분포이다. 지구에서 발견되는 사물에는 다중성이 존재한다. 사물의 다중성은 공간적으로 불규칙하게 분포한다. 불규칙한 분포가 사물이 지리적인 성격을 나타내게 한다. 다른 관심 대상은 상호관련성이다. 예를 들어, 농업 현상의 경우 농업과 연관된 기후, 토양, 인구, 경제적 조건, 기술력과 다른 조건 사이의 연관성을 이해하지 않으면 해당 농업의 지리적인 특성을 파악할 수 없다. 이를 바탕으로 미루어 볼 때, 지리학의 가장 근본적인 질문은 왜, 그곳에, 무엇이 있으며, 그래서 그곳에서 나타나는 현상이 어떻게 되느냐에 대해 설명하는 것이다.
영어에서 지리를 뜻하는 단어(geography)는 고대 그리스어의 고대 그리스어: γεωγραφία에서 유래하였다.  에라토스테네스가 처음 사용한 용어로,  땅을 뜻하는 "η γη" (hê gê)와 기술(記述)을 뜻하는 "γραφειν" (graphein)를 합친 용어다.  지리(地理)라는 용어는 주역에서는 산천의 환경과 형세를 나타내는 말이었고, 구당서, 원사에서는 오늘날의 지리학과 유사한 용례로 쓰였다.

## 역사

### 서양의 지리학
고대 근동 지방에서는 세계지도를 만들었다. 가장 오래된 것으로 알려진 세계지도는 기원전 9세기 고대 바빌론까지 거슬러 올라간다.
아낙시만드로스 (기원전 610년 경 -기원전 545년 경)는 후대 그리스 작가들이 지리학의 진정한 창시자로 여기는 사람이었다. 그의 아이디어는 후대 학자들의 인용을 통해 확인할 수 있다. 최초로 예술과 과학의 방식으로 지리학을 바라보았던 그리스인들은 지도학, 철학, 문학, 수학을 통해서 지리학을 탐구했다. 파르메니데스나 피타고라스는 지구가 둥글다고 주장한 것으로 보인다. 아낙사고라스는 식을 설명하면서 지구의 윤곽이 둥글다는 것을 보였다. 하지만 동시대의 많은 사람들이 그랬던 것처럼, 여전히 그는 지구는 편평한 원반이라고 믿었다. 고대에 지구의 반지름을 구한 사람에는 에라토스테네스가 꼽힌다.
히파르코스는 최초로 엄밀하게 위선과 경선 체계를 도입한 사람이었다.
중세시대에는 로마 제국의 붕괴에 의해 유럽보다는 이슬람 세계에서 지리학의 발전이 두드러졌다. 무함마드 알 이드리시와 같은 무슬림 지리학자는 상세한 세계지도(예: Tabula Rogeriana)를 제작하였다. 
16~17세기 동안 지속된 유럽의 대항해시대에는 많은 신대륙이 발견되었다. 이때 크리스토퍼 콜럼버스, 마르코 폴로, 제임스 쿡 같은 탐험가의 발견이 이어졌다. 이들의 발견에 따라 유럽에서는 정확한 지리적 사실을 아는 것과 지리학적 이론의 기반이 필요해졌다. 경도를 찾는 문제가 대표적인 것이었다. 존 해리슨은 크로노미터를 고안하여 경도 문제를 해결했다.

18세기와 19세기는 지리학이 분리된 학문의 분과로서 인식되었던 시대였고, 유럽의 대표적인 대학의 교과과정(특히 파리와 베를린)의 부분이 된 시대였다. 많은 지리 학회의 발전은 19세기에 시작되었다. 1821년의 프랑스 지리학회, 1830년의 왕립지리학회, 1851년의 미국 지리학회, 1888년의 내셔널지오그래픽 학회가 이 당시에 창설되었다. 임마누엘 칸트, 알렉산더 폰 훔볼트, 칼 리터, 폴 비달 드 라 블라슈는 지리학이 철학에서 학문상의 과목으로 인식되게 하였다.

#### 이슬람 지리학

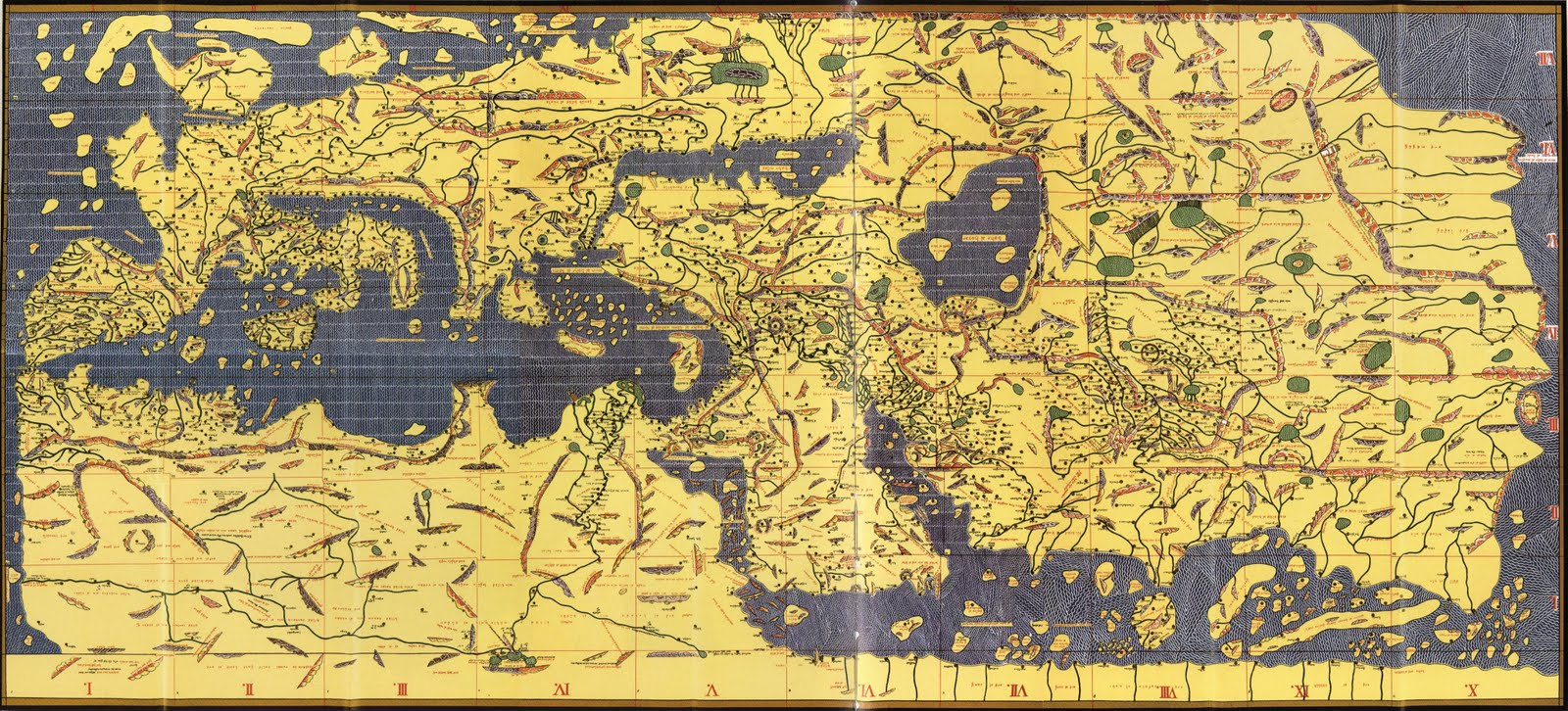
알 이드리시의 세계지도

이슬람을 신봉하는 아라비아인들은 이슬람 제국이 영토를 확장한 9~14C 동안 지리적 발달을 이룰 수 있었다. 그 이유로는 메카로의 순례 여행이라는 점으로 이전에 알려진 지리적 기록물을 참고로 순례지로 여행하며 새로운 지리적 지식을 지속적으로 추가할 수 있었으며,  동-서양간, 인도, 중국으로의 교역으로 인한 무역로 개척, 교역을 통한 아시아의 지리적 지식이 첨가될 수 있었으며, 확장된 이슬람 제국을 통치하기 위한 자료로 지리적  지식이 요구되었기 때문으로 여겨진다.  
그 결과, 동서양으로부터 지리적 지식을 흡수, 보급하기 위한 아랍어 번역이 이루어 질 수 있었다. 이렇게 보전된 지리적 저서들은 이후 르네상스 시기 라틴어로 재 번역되어 지리학 재현을 가능하게 하였다. 
이슬람 지리학은 이 뿐만 아니라, 수리 지리학을 발달시키고, 측량, 야외 조사 발달에 공헌하기도 하였다.

### 동양의 지리학

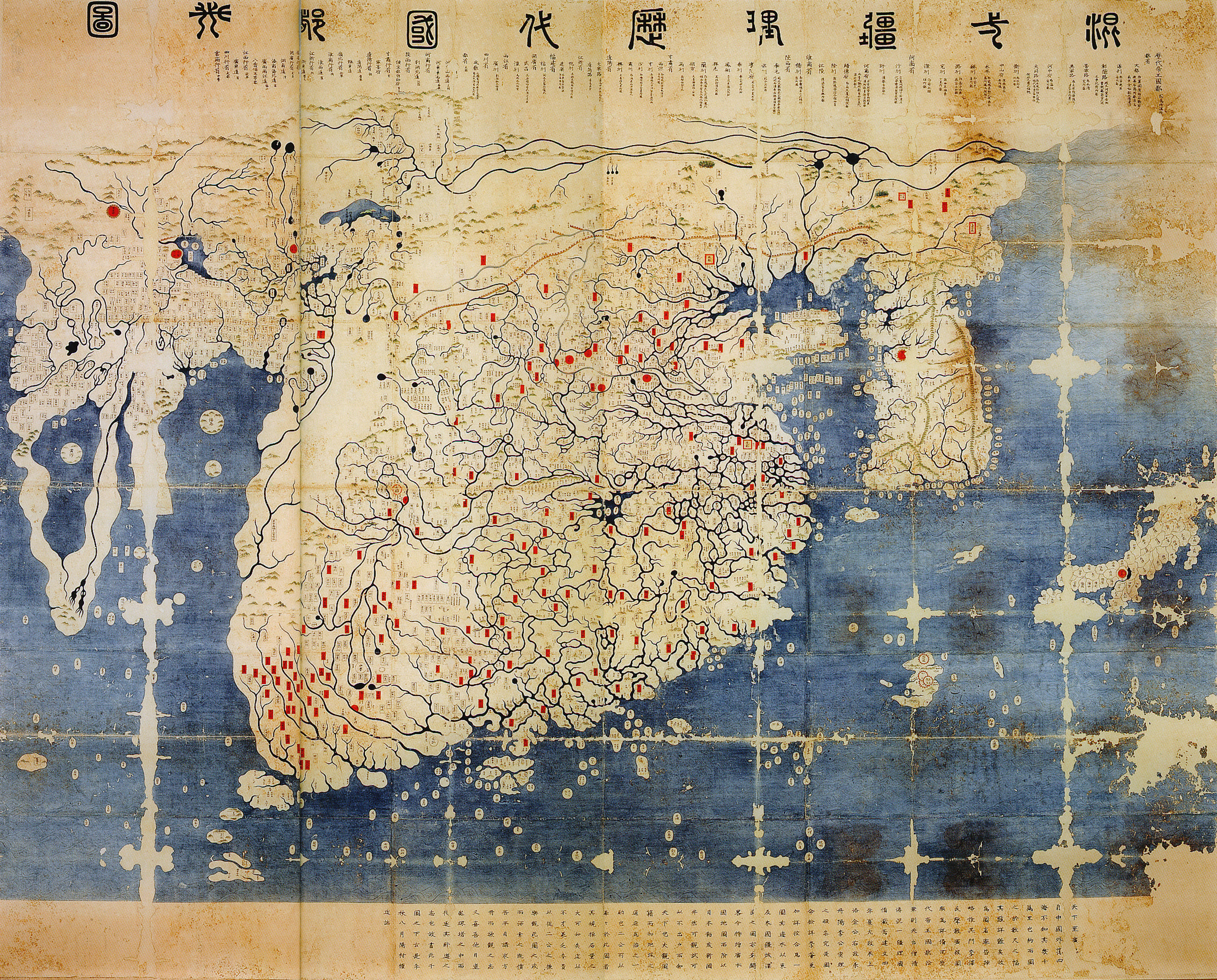
혼일강리역대국대지도

#### 중국의 지리학
3세기 이후로 지리학적 연구와 지리학적 문헌 집필에 대한 중국의 이론은 13세기까지 동시대의 유럽에 비해 훨씬 정교했다..
중국은 서양과의 지리적 이격으로 인해 천원지방 사상으로 대표되는 독자적 지리관을 발달시켜 나가게 된다. 결국, 지리적 개념과 연구 방법은 서양과 상당한 차이가 나타나게 된다. 
유안, 배수, 가탐, 심괄, 범성대, 주달관, 서하객과 같은 중국인 지리학자는 중요한 문헌을 남겼다. 그렇지만 17세기에는 서양식 지리학적 이론이 중국에서 채용되었다.

#### 한국의 지리학
한국에서 삼국시대나 그 이전의 지리학에 대한 직접적인 자료는 거의 남아있지 않다. 반구대 암각화, 고구려 고분 벽화를 토대로 당시의 지리관을 추측할 수 있을 뿐이다. 신라 말기에 선종 승려들이 중국에서 풍수지리설을 들여왔다. 고려시대에는 김부식의 삼국사기 지리지처럼 지리에 대한 문헌이 남아있다. 이 시대는 풍수지리설이 유행한 시기였다. 서경 천도와 북진 정책의 추진 근거로 풍수지리가 활용되었다.
조선시대에는 많은 지리지와 지도가 편찬되었다. 이는 중앙 집권과 국방의 강화를 위한 것이었다. 태종 때에 만든 혼일강리역대국도지도는 동양의 세계 지도중 가장 오래 된 것이다. 16세기에도 많은 지도가 만들어졌는데, 조선방역지도가 현존하고 있다. 세종, 성종 때에는 지리지가 편찬되었다. 여기에는 군현의 연혁, 지세, 인물, 풍속, 산물, 교통 등이 자세히 수록되어 있다. 이 당시에 편찬된 동국여지승람을 중종 때 신증동국여지승람으로 보충하여 편찬했다.
실학이 발달하면서, 민족에 대한 관심이 깊어졌다. 한국의 전통지리도 이에 따라 발달했다. 한백겸의 동국지리지, 정약용의 아방강역고와 같은 역사 지리서, 이중환의 택리지와 같은 인문 지리서가 편찬되었다. 중국에서 서양식 지도가 전해짐에 따라 김정호의 대동여지도와 같은 정밀한 지도가 만들어졌다. 이후 일제강점기를 거치면서 근대지리학이 도입되었다.

### 현대의 지리학
지난 2세기 동안, 컴퓨터 기술의 발전은 지리정보학이 발전하게 하였다. 참여자의 관찰과 지리 통계학은 지리학의 새로운 도구가 되었다. 20세기 서구에서는 지리학은 주요 네 가지 과정을 가쳤다. 환경결정론, 지역지리학, 계량혁명, 비판적 지리학이다. 지질학, 식물학, 경제학, 인구학과 같은 학문과의 연계가 크게 늘어났다. 특히 세계를 통합적인 관점에서 바라보고자 하는 지구 시스템 과학의 연구로 인해 연계가 늘어났다.

## 현대 지리학의 기초
현대 지리학은 주로 서구에서 유래한 것이다. 서구에서는 전통적으로, 지리학자는 지도학자, 지명이나 수를 연구하는 사람으로 여겨졌다. 많은 지리학자가 지명을 다루는 학문이나 지도학을 아는 사람이었어도 이 분야는 지리학자의 주된 연구 분야가 아니다. 지리학자는 현상, 과정, 사물의 시공간적 분포를 다룬다. 여기에 인간과 그들이 사는 환경 간의 상호작용에 대해서도 연구한다. 공간과 장소는 다양한 주제에 영향을 미치기 때문에 지리학은 다른 학문과의 연관성이 크다. 지리학적 접근의 이러한 특성은 현상과 그것의 공간적 패턴 사이의 상관관계를 얼마나 깊게 따지는가에 따라 달라진다.
(전략)  한낱 장소의 이름은 지리가 아닙니다. (중략) 원래 지명 사전을 통째로 외우는 것은 지리학자의 일이 아닙니다. 지리학은 이보다 더 높은 목표를 가지고 있습니다. 지리학은 현상을 분류하고, 비교하고, 일반화하고, 원인과 결과를 따져서 자연의 법칙을 아는 것과 인간에게 이들이 끼치는 흔적을 찾아내기를 추구합니다. 이것이 '세계의 기술(記述)', 지리학입니다. 한마디로 말하자면 지리학은 과학입니다. 이름에 불과한 것이 아니라, 설명과 추론, 원인과 결과에 관한 것입니다.
— 윌리엄 휴, 1863

모든 현상은 시간에 있기 때문에 역사가 있듯이, 공간에도 있어서 지리가 있다.
— 미국 국립 연구 회의, 1997

미국지리교육학회와 미국지리학회는 1984년에 지리학의 기본 주제를 다음 다섯 가지로 선정하였다.
1. 위치(영어: Location): 절대위치와 상대위치로 나뉜다. 절대위치란 어떤 장소의 실제 위치이다. 경위도로 나타낼 수 있다. 상대위치는 다른 장소에 대한 위치이다. 서울을 한강 위의 도시로 나타내는 것이 대표적인 예이다.
2. 장소(영어: Place): 특징을 나타내는 말이다. 장소를 나타내는 특성에는 인문적인 특성과 자연적인 특성이 있다. 전자는 인간에 의해서 나타나고, 후자는 자연 환경에 의해 나타난다.
3. 인간과 환경의 상호작용(영어: Human-Environment Interaction): 인간이 환경에 어떤 영향을 주고 받느냐에 관한 주제이다. 인간이 환경에 의존한다는 관점, 환경을 바꾼다는 관점, 환경에 적응한다는 관점이 있다.
4. 이동(영어: Movement): 연결에 관한 주제이다. 인간이나 장소, 자연 환경은 이동에 의해 서로 연결된다.
5. 지역(영어: Region): 지리학의 기본적인 연구단위이다. 공통점이 있는 영역(영어: area)으로 정의할 수 있다. 지역간의 유사성과 차이와 같은 연구 주제가 있다. 기후나 민족과 같은 특성으로 장소의 공통점과 차이를 알아낼 수 있는 것이다.

## 분류
지리학을 분류할 때 여러 가지 방법으로 분류할 수 있으나 가장 대표적인 분류방법으로 접근 방법 혹은 연구 방법에 따른 분류가 사용된다. 이를 통해 지리학을 분류하면 계통지리학과 지역지리학으로 분류할 수 있다. 계통지리학은 특정 주제에 대해 지리적으로 접근하여 일반적인 원리를 도출하는 연구 방법을 통해 이루어진다. 계통지리학은 그 주제의 성격에 따라 인문지리학과 자연지리학으로 분류한다. 지역지리학은 특정 지역을 지리적으로 접근하여 내용을 서술하고 연구하는 방법을 통해 이루어진다.

### 인문지리학
인간 활동의 공간적 조직, 인간과 환경간의 연관성을 탐구하는 분야이다.  인간에 의하여 공간조직이 어떻게 형성되었는지를 탐구하고, 어떤 형태인지를 탐구한다. 공간의 의미에 대해서도 설명하는 분야이다.
|  | 경제지리학             | 경제적 활동의 위치, 분포, 공간적 조직을 탐구한다. |
|  | 관광지리학             | 여행과 관광을 산업이나 사회적, 문화적 활동으로 보는 학문이다. |
|  | 교통지리학             | 인간의 관심 대상의 움직임, 연결을 연구하는 경제지리학의 분과이다. |
|  | 도시지리학             | 건물, 기반 시설이 밀집한 지역을 연구하는 학문이다. |
|  | 문화지리학             | 문화적 산물, 규범과 이들의 다양성과 이들의 공간에 대한 연관성을 탐구하는 학문이다.                                                                                                |
|  | 발전지리학             | 거주지의 삶의 질, 삶의 기준을 탐구하는 학문이다. |
|  | 보건지리학             | 보건에 지리학적 지식을 응용한 학문이다. |
|  | 사회지리학             | 사회 현상과 이 현상의 공간적인 요소의 관계를 연구하는 학문이다. |
|  | 시간지리학, 역사지리학 | 시간지리학에서는 어떤 사건의 시간과 공간적인 측면을 다룬다. 역사지리학은 과거의 지리를 연구하는 학문이다.                                                                         |
|  | 인구지리학, 인구론     | 인구의 분포, 구성, 이주가 장소와 어떤 관련이 있는지 연구한다. |
|  | 정치지리학, 지정학     | 정치지리학에서는 특정 장소의 사람들이 정치적인 모임을 어떻게 형성했고, 이들이 어떤 영향을 주고받는지 연구한다. 이 중 지정학은 지리가 국제 정세에 미치는 영향을 연구하는 학문이다. |
|  | 종교지리학             | 종교적 신념에 지리가 어떤 영향을 미치는지 다룬다. |

시간이 지나면서 다음과 같은 분야도 생겨났다.
- 행동주의 지리학: 인간의 행동을 독립적으로 보는 시각이다. 인간과 장소를 연계시켜 보는 시각과 대비된다.
- 여성주의 지리학: 여성주의를 환경, 사회, 지리적 공간에 접목시킨 학문이다.
- 문화 이론: 문화를 특정 시각에서 설명하려는 이론이다.
- 지리철학: 사람들이 인식하고 떠올리는 세계를 연구하는 학문이다.

### 자연지리학
자연지리학은 말 그대로 자연에 대한 지리적 내용을 다루는 분야이다. 자연과 환경의 구성요소, 상호작용, 공간적 분포에 대해 탐구하는 분야이다.
지리학이 발달한 미국, 영국, 독일과 같은 나라에서는 자연지리학을 지질학과 유사한 의미로 사용하기도 하며 지구과학의 한 분야 혹은 자연과학의 한 분야로 취급한다.
|  | 경관생태학     | 환경에서 생태학적 과정과 특정 생태계의 관계를 연구하는 학문이다.                             |
|  | 고지리학       | 과거의 지리를 연구하는 학문이다.                                                             |
|  | 기후학, 기상학 | 각각 기상, 기후를 연구하는 학문이다. 기후가 기상 현상의 평균이라는 것이 차이이다.            |
|  | 빙하학         | 빙하나 얼음을 수반하는 자연 현상을 연구하는 학문이다.                                        |
|  | 생물지리학     | 종이나 생태계의 분포, 특성을 연구하는 학문이다.                                              |
|  | 수문학, 수로학 | 수문학은 물의 순환을 다루고, 수로학은 바다, 강과 같은 물이 있는 지형 따위를 다루는 학문이다. |
|  | 제4기학        | 제4기의 환경 변화를 연구하는 학문이다.                                                       |
|  | 지형학         | 지형의 형성, 발달 과정을 연구하는 학문이다.                                                  |
|  | 측지학         | 지구나 지구 중력장의 측정과 표현을 연구하는 학문이다.                                        |
|  | 토양학         | 자연 환경에서 토양을 연구하는 학문이다.                                                      |
|  | 해안지리학     | 대양과 육지가 만나는 곳을 연구하는 학문이다.                                                 |
|  | 해양학         | 해양을 연구하는 학문이다.                                                                    |
|  | 환경자원관리   | 인간이 환경에 끼치는 영향과 상호작용을 관리하는 것이다.                                      |

### 지역지리학
지역지리학, 또는 지지(地誌)는 지역을 종합적으로 보는 분야이다. 규모에 상관없이 지구 상의 지역을 연구하는 학문이다. 지역지리학의 목표는 자연적, 인문적 요소를 이루는 지역을 이해하고 정의하는 것이다. 지리적 과학의 한 방식으로 여겨지지도 한다. 지역구분(Regionalisation)도 지역지리학의 관심분야이다. 대표적인 분야에는 한국지리, 유럽지리 등이 있다.

### 지리정보학
지리정보학은 1950년대 중반의 계량 혁명이후에 새롭게 떠오른 분야이다. 지도학, 지형학에서 쓰인 공간과 연관된 기술과 컴퓨터에 대한 응용을 포함한다. 지리정보학은 GIS와 원격 탐사를 쓰면서 다른 학문과도 연관된 폭넓은 학문이 되었다. 지리학과가 다시 살아나게 되는 계기가 되기도 했는데, 특히 1950년대 이후로 침체기를 겪었던 북미의 지리학과에서 이런 경향이 두드러졌다.
지리정보학은 공간분석과 연관된 다양한 분야를 포함한다. 이 분야에는 지도학, 원격탐사, GIS, GPS가 있다.

### 연관 분야
- 도시 계획, 지역 계획: 지리학의 이론을 이용한다. 이는 안전, 미, 경제적 기회, 자연 유산이나 인조 유산의 보존과 같은 기준을 만족시키도록 땅을 개발하기(또는 개발하지 않기) 위한 것이다. 마을과 도시와 교외 지역에 대한 계획은 응용 지리학으로 생각할 수 있다.
- 지역 과학:  1950년대에 월터 아이사드가 이끄는 지역 과학 운동이 일어났다. 지리적인 질문에 더욱 계량적이고 분석적인 기초를 마련하고자 하는 것이었다. 묘사, 기술을 바탕으로 하는 전통적인 지리 과정과는 대비되는 것이었다. 지역 과학은 공간적 차원이 중요한 역할을 하는 분야를 포함한다. 지역지리학, 자원 관리,  위치 이론, 도시 계획, 교통, 통신, 인문지리학, 인구분포가 그 예이다.
- 행성 과학:  지리학이 지구를 주로 다루지만, 지리학에서는 다른 세계를 묘사하는 데 쓰일 수도 있다. 태양계의 행성이나 더 멀리 있는 것처럼 말이다. 지구보다 더 큰 체계를 연구하는 것은 천문학의 일부를 이룬다.

## 기법
통시적인 특성을 띤 과학인 지리학은 공간적인 상호연관성을 중요하게 여긴다. 그래서 지도는 지리학의 중요한 도구이다. 고전적인 지도학에 지리적 분석의 현대적인 방식인, 컴퓨터를 기반으로한 지리 정보 체계가 자리 잡고 있다.
지리학에서는 지리학자가 쓰는 서로 연관된 네 가지 접근 방식이 있다. 이는 다음과 같다.
- 체계적 방식(영어: Systematic): 지리적인 지식을 세계적으로 탐구할 수 있는 범주로 묶는다.
- 지역적 방식(영어: Regional): 행성 상의 장소나 특정한 지역에 대한 범주 사이의 체계적인 관계를 관찰한다.
- 서술적 방식(영어: Descriptive): 사상(事象)과 인구의 위치를 간단히 명시한다.
- 분석적 방식(영어: Analytical): 특정 지리적 지역에서 왜 지리적 사상과 인구를 탐구하는지 묻는다.

### 지도학
지도학은 지구의 표면을 추상적인 기호로 표현하는 방법을 다루는 학문이다. 지리학의 다른 분과가 연구에서 얻은 분석 결과를 나타내는 데 지도를 사용하고 있어서 분리해서 생각하기 어려울 수도 있으나, 지도를 만드는 것은 추상적이기 때문에 분리해서 생각할 수 있다. 지도학은 지도를 작성하는 기술에서 실제 과학으로 발전했다.
지도학자는 인지심리학과 인체 공학을 알아야 한다. 어떤 기호가 지구를 가장 효과적으로 나타내야 하는지 알아야 하기 때문이다. 지도를 보는 사람들이 정보에 따라 행동할 수 있도록 행동심리학도 알아야 한다. 지구의 모양이 보기 위한 평평한 표면 위에서 어떻게 왜곡되는지 알기 위해서는 측지학과 고급의 수학을 알아야 한다. 지도학은 지리학의 넓은 영역이 자라나는 씨앗이라고 볼 수 있다. 지리학자 중에서는 어린 시절의 지도에 대한 깊은 관심이 지리학의 길로 이끌었다고 하는 사람들이 많다.

### 지리 정보 체계
지리는 컴퓨터에 의해 지구에서 자동으로 검색된 정보를 저장하는 것을 다룬다. 정보의 목적에 따라 적당한 방식으로 이루어진다. 지리학의 수많은 세부 분야와 더불어, GIS전문가는 컴퓨터 과학과 데이터베이스 체계를 이해해야 한다. GIS는 지도학에 혁명을 일으켰다. 거의 모든 지도제작은 GIS 소프트웨어의 도움을 받아 이루어진다. 지리 정보 체계는 한다. 이 맥락에서 GIS는 지리 정보 과학(영어: Geographic information science)를 말한다.

### 원격탐사
원격탐사는 지구 상의 사물을 일정한 거리를 두고 측정하여 그 사물에 대한 정보를 얻는 과학이다. 원격으로 얻은 정보는 다양한 형태를 띤다. 위성 사진, 항공 사진이 그 예이다. 지리학자들이 원격 탐사를 통해 얻은 지표, 해양, 대기에 관한 정보를 이용하는 빈도가 늘어나고 있는데, 다음과 같은 이유 때문이다.
- 다양한 공간적 척도(지역적 범위에서 세계적 범위까지)에서 객관적인 정보를 제공한다.
- 관심 지역을 다양한 관점에서 관찰할 수 있게 한다.
- 멀거나 접근이 불가능한 장소도 다룰 수 있게 한다.
- 가시광선 이외의 영역의 전자기파를 볼 수 있게 하여, 이 영역으로 관찰한 정보를 얻을 수 있다.
- 사물이나 지역이 어떻게 시간에 따라 바뀌는 지에 관한 연구를 촉진시킨다.

원격탐사로 얻은 정보는 다른 디지털 정보와 같이 분석하거나, 독립적으로 분석할 수 있다.

### 정량적 기법
지리학에서는 정량적 기법이 활용된다. 가장 대표적인 것은 지리통계학이다. 지리통계학은 정량적인 정보 분석을 다룬다. 특히 지리적 현상을 탐구하는 통계적 방법론의 응용을 다룬다. 지리통계학은 다양한 분야에서 활용된다. 그 분야에는 수문학, 지질학, 석유탐사, 기상 분석, 도시 계획, 물류, 역학이 있다. 지리통계학에서 쓰이는 수학의 분야에는 클러스터 분석, 선형 판별 분석, 비모수 통계 등이 있다. 지리통계학의 적용은 지리 정보 체계에서 주로 이루어지는데, 특히 측정하지 않은 점의 내삽을 할 때 주로 이루어진다. 정량적 기법의 방법에 지리학자가 많은 기여를 한다.

### 정성적 기법
지리학적 정성적 기법, 또는 민족지적 연구 기법은 인문지리학자가 사용하는 기법이다. 문화지리학에서는 예로부터 정성적인 기법을 썼다. 인류학과 사회학에서도 쓰이는 기법이다. 참여자 관찰이나 심층 인터뷰는 정성적 자료를 얻는 방법이다.

## 같이 보기
- 지구과학
- 지도
- 지리 정보 체계
- 지리학의 역사
- 지리학자 목록